# Dirk S. Greis
Dirk Stefan Greis (* 1961 in Solingen; auch als Dirk Greis geführt) ist ein deutscher Schauspieler.

## Leben
Nach einer Ausbildung an der Neuen Münchner Schauspielschule folgten Engagements an das Theater der Keller in Köln, das Schleswig-Holsteinische Landestheater in Schleswig, das Hessische Staatstheater in Wiesbaden, die Düsseldorfer Kammerspiele und das Krefelder Stadttheater. Dabei verkörperte er unter anderem den Béralde in Molières Der eingebildete Kranke, den Harold in einer Bühnenadaption des Kultfilms Harold und Maude und den Prinz von Guastalla in Lessings Emilia Galotti. Von 2013 bis 2020 war er Ensemblemitglied am Anhaltischen Theater in Dessau.
Dirk S. Greis wirkte auch in verschiedenen Film- und Fernsehproduktionen mit.
Darunter befanden sich die Spielfilme Der Junge ohne Eigenschaften aus dem Jahr 2005 von Thomas Stiller mit Dagmar Manzel, Peter Lohmeyer und Lisa Martinek und 2011 Eine dunkle Begierde von David Cronenberg mit Michael Fassbender, Keira Knightley und Viggo Mortensen. Zudem war er als Darsteller in einigen Folgen von Schimanski, Lindenstraße und SOKO Köln sowie des „Münchner“ Tatorts zu sehen. So spielte er 2013 in dem Film Macht und Ohnmacht  neben Miroslav Nemec und Udo Wachtveitl den Berufsschullehrer.

## Filmographie (Auswahl)
- 1996: Freunde fürs Leben – Königskind (Fernsehserie)
- 2005: Der Junge ohne Eigenschaften
- 2005: Schimanski – Sünde (Fernsehreihe)
- 2006: Kick It Like Zombies (Kurzfilm)
- 2008: Unschuldig – Siri (Fernsehserie)
- 2008: Die Gerichtsmedizinerin – Ein Häuflein Asche (Fernsehserie)
- 2009: Zwölf Winter (Fernsehfilm)
- 2009: Der kleine Mann – Benefiz (Fernsehserie)
- 2010: Lindenstraße – Drachenflieger (Fernsehserie)
- 2011: SOKO Köln – Gegen die Zeit (Fernsehserie)
- 2011: Eine dunkle Begierde
- 2013: Tatort – Macht und Ohnmacht (Fernsehreihe)
- 2013: Die LottoKönige – Ziemlich beste Freundinnen? (Fernsehserie)